# Descubrimiento de la radiación de fondo de microondas
El descubrimiento accidental de la radiación de fondo cósmico de microondas es un desarrollo importante en la cosmología física moderna. Aunque predicho por las teorías anteriores, se encontró primero accidentalmente por Arno Penzias y Robert Woodrow Wilson, ya que experimentaron con el Cuerno de antena Holmdel. El descubrimiento fue evidencia de un universo en expansión, (teoría del Big Bang) y había pruebas contra el modelo de estado estacionario. En 1978, Penzias y Wilson recibieron el Premio Nobel de Física por su descubrimiento conjunto.

## Historia
A mediados del siglo 20, los cosmólogos habían desarrollado dos teorías diferentes para explicar la creación del universo. 
- Algunos apoyaron la teoría del estado estacionario, que establece que el universo siempre ha existido y seguirá sobreviviendo sin cambio notable.
- Otros creían en la teoría del Big Bang, que establece que el universo fue creado en una explosión gigantesca hace muchos años(más adelante se determinarán como 13  720  000  000) (13  720  millones).

El primer reconocimiento publicado de la radiación de fondo cósmico de microondas (CMB) como un fenómeno detectable apareció en un breve artículo de astrofísicos soviéticos AG Doroshkevich e Igor Novikov, titulado "La densidad de radiación en el metagalaxia y ciertos problemas en la cosmología relativista Mean", en el primavera de 1964.
Trabajando en los Laboratorios Bell de Holmdel, Nueva Jersey, en 1964, Arno Penzias y Robert Wilson estaban experimentando con una antena de bocina supersensible de 6 metros (20 pies) construido originalmente para detectar ondas de radio rebotadas en  satélites Echo Ballon. 
- Para medir estas ondas de radio débiles, tuvieron que eliminar toda interferencia reconocible de su receptor. Se quitaron los efectos de radiodifusión radar y radio, y suprimieron la interferencia del calor en el propio receptor por enfriamiento con helio líquido a -269 °C, sólo 4 K encima del cero absoluto.

Cuando Penzias y Wilson analizaron sus datos, encontraron un misterioso ruido constante de baja frecuencia, que persistió en su receptor. Este ruido residual fue 100 veces más intenso de lo que esperaban, se distribuía de forma equilibrada en el cielo, y estuvo presente durante el día y la noche. Estaban seguros de que la radiación que se detectó en una longitud de onda de 7,35 centímetros, no provenía de la Tierra, el Sol, o de nuestra galaxia. 
- Después de comprobar a fondo su equipo, la eliminación de algunas palomas que anidaban en la antena y la limpieza de los excrementos de murciélago acumulados, el ruido se mantuvo.
- Ambos llegaron a la conclusión de que este ruido venía de fuera de nuestra propia galaxia, a pesar de que no estaban al tanto de cualquier fuente de radio que se cuenta de él.

En ese mismo tiempo, Robert H. Dicke, Jim Peebles, y David Wilkinson, astrofísicos de la Universidad de Princeton a sólo 60 km (37 millas) de distancia, se disponían a buscar la radiación de microondas en esta región del espectro. Dicke y sus colegas razonaron que el Big Bang debe haber dispersado no sólo la materia que condensa en las galaxias, sino también debe de haber lanzado una tremenda ráfaga de radiación. Con la instrumentación adecuada, esta radiación debería de ser detectable, aunque como microondas, debido a un masivo desplazamiento hacia el rojo.
Cuando un amigo (Bernard F. Burke, profesor de Física en el MIT) dijo Penzias sobre un papel de preimpresión que había visto por Jim Peebles en la posibilidad de encontrar la radiación remanente de una explosión que llenaba el universo en el comienzo de su existencia, Penzias y Wilson comenzaron a darse cuenta de la importancia de su descubrimiento. Las características de la radiación detectada por Penzias y Wilson encajan exactamente la radiación predicha por Robert H. Dicke y sus colegas en la Universidad de Princeton. Penzias contactó con Dicke en Princeton, quien de inmediato le envió una copia del documento Peebles aún inédito. Penzias leen el ¨paper¨ y llamaron Dicke de nuevo y lo invitaron a Bell Labs para mirar la antena de trompeta y escuchar el ruido de fondo. Robert Dicke, PJE Peebles, PG Roll y DT Wilkinson interpretan esta radiación como la confirmación del Big Bang.
Para evitar posibles conflictos, decidieron publicar sus resultados de manera conjunta. Dos notas se apresuraron a Astrophysical Journal Letters. 
- En el primero, Dicke y sus colaboradores describen la importancia de la radiación cósmica de fondo como fundamentación de la teoría del Big Bang.
- En una segunda nota, firmada conjuntamente por Penzias y Wilson titulado "Un Medición de Antena El exceso de temperatura en 4080 megaciclos por segundo", señalaron la existencia de ruido de fondo residual y atribuir una posible explicación a la dada por Dicke en su carta compañero .

En 1978, Penzias y Wilson recibieron el Premio Nobel de Física por su descubrimiento conjunta. Compartieron el premio con Pyotr Kapitsa, que ganó por un trabajo no relacionado.